# Мелкозубая сумчатая мышь
Мелкозубая сумчатая мышь (лат. Planigale gilesi) — вид из рода плоскоголовых сумчатых мышей семейства хищные сумчатые. Видовое название дано в честь английского путешественника Эрнеста Джайлса (1835—1897). Эндемик Австралии.

## Распространение
Обитает в засушливых и полузасушливых районах от юго-западной австралийского штата Квинсленд и западной части штата Новый Южный Уэльс до восточной части штата Южная Австралия. Кроме того, имеются небольшие изолированные популяции на территории штата Виктория и Северной территории.
Естественная среда обитания — поймы пересыхающих рек с глинистыми почвами, подверженными образованию глубоких трещин, а также заросшие травами равнины, междюнные пространства.

## Внешний вид
Длина тела с головой колеблется от 44 до 85 мм, хвоста — от 48 до 72 мм. Вес варьирует от 4 до 16 г. Волосяной покров мягкий, толстый. Спина буро-серая. Брюхо беловатое. Череп уплощён. Морда треугольная по форме. Уши небольшие, закруглённые. Глаза выпяченные. Хвост сужается к концу. Может быть уплощён. Иногда имеются бледные тёмные полосы. Лапы укороченные. На задних конечностях имеется первый палец. Подушечки зернистые. Когти чёрные. В отличие от других плоскоголовых сумчатых мышей имеет только два, а не три премоляра.

## Образ жизни
Ведут наземный образ жизни, хотя превосходно лазят по деревьям, плавают. Активность приходится на ночь. День представители этого вида проводят в норах, организуемых под стволами упавших деревьев. Иногда греются на солнце. Для поддержания тепла делят норы с другими представителями вида. Могут впадать в спячку во время нехватки еды. Ночью могу преодолевать расстояния до 1 км.
Хищники. Основу рациона составляют насекомые, небольшие млекопитающие и ящерицы.

## Размножение
Сумка развита хорошо, открывается назад. Период размножения приходится на август-февраль. Совокупление может продолжаться до двух часов. Беременность короткая, длится 16 дней. В год самка может приносит по два приплода. В потомстве от 6 до 8 детёнышей. Количество сосков на груди — 12. От груди детеныши отлучаются через 75 дней. Половая зрелость наступает примерно через 240 дней. Максимальная продолжительность жизни в неволе неизвестна, однако на природе, предположительно, могут жить до 5 лет.